# Даргинские языки
Дарги́нские языки (самоназвание — дарган мез) — ветвь нахско-дагестанских языков, традиционно рассматриваемая как единый даргинский язык со множеством диалектов. Распространены среди даргинцев и даргинских народов на традиционной территории их проживания и на равнине, куда после 1950-х гг. переселилась значительная их часть.
По переписи 2010 года даргинскими языками владело 485 705 человек, на 2021 год — всего 362 156, из них в Дагестане — 303 021 человек.

## История
Предположительно, распад протодаргинского языка на разные языки произошёл около 2000 лет назад. Согласно лексикостатистическим исследованиям Сергея Старостина, распад произошёл раньше, около 2300 лет назад. Некоторые исследователи считают, что даргинская ветвь является самостоятельной в нахско-дагестанской семье, другие объединяют лакский и даргинский языки.
В 1130 году арабский путешественник Абу Хамид ал-Гарнати посетил Дербент. В своих сочинениях он перечислил многие местные языки, в том числе: «филанский, закаланский, хайдакский, зирихкаранский». Они соответствуют современным акушинскому и цудахарскому, урахинскому, кайтагскому, кубачинскому идиомам.

## Классификация

### История классификации
Пётр Услар (1892) делил даргинские диалекты на 3 типа:
- акушинские — акушинский, цудахарский, усишинский, сирхинский, урахинский, мугинский, муиринский, кадарский и кубачинский;
- кайтагские
- вуркунские — предположительно диалекты селений Ашты, Кунки, Худуц, Санжи, Анклух, Амух.

Позднее Быховская (1940) и Абдуллаев (1954) ввели деление на диалекты акушино-урахинского (АУ) и цудахарского типов по наличию/отсутствию геминированных согласных; а Гаприндашвили (1952) — на три группы (акушинские, урахинские и цудахарские). Из южно-даргинских (ЮД) у Абдуллаева упоминаются лишь сургинский (=сирхинский, иногда вкл. Худуц), тантинский, кубачинский (вкл. Сулерки и Амузги), кункинский, амухский. Позднее Гасанова добавила санжинский, ицаринский, чирагский.
Фактически диалекты акушино-урахинского типа — это севернодаргинский язык (за исключением мугинского и верхнемулебкинского), а цудахарского типа — все остальные языки. Ситуация аналогична, например, аварской и китайской.
Наконец, 3. Гасанова (1971) отказалась от примитивной бинарной схемы и разделила даргинские диалекты на 13 групп.

### Современные классификации

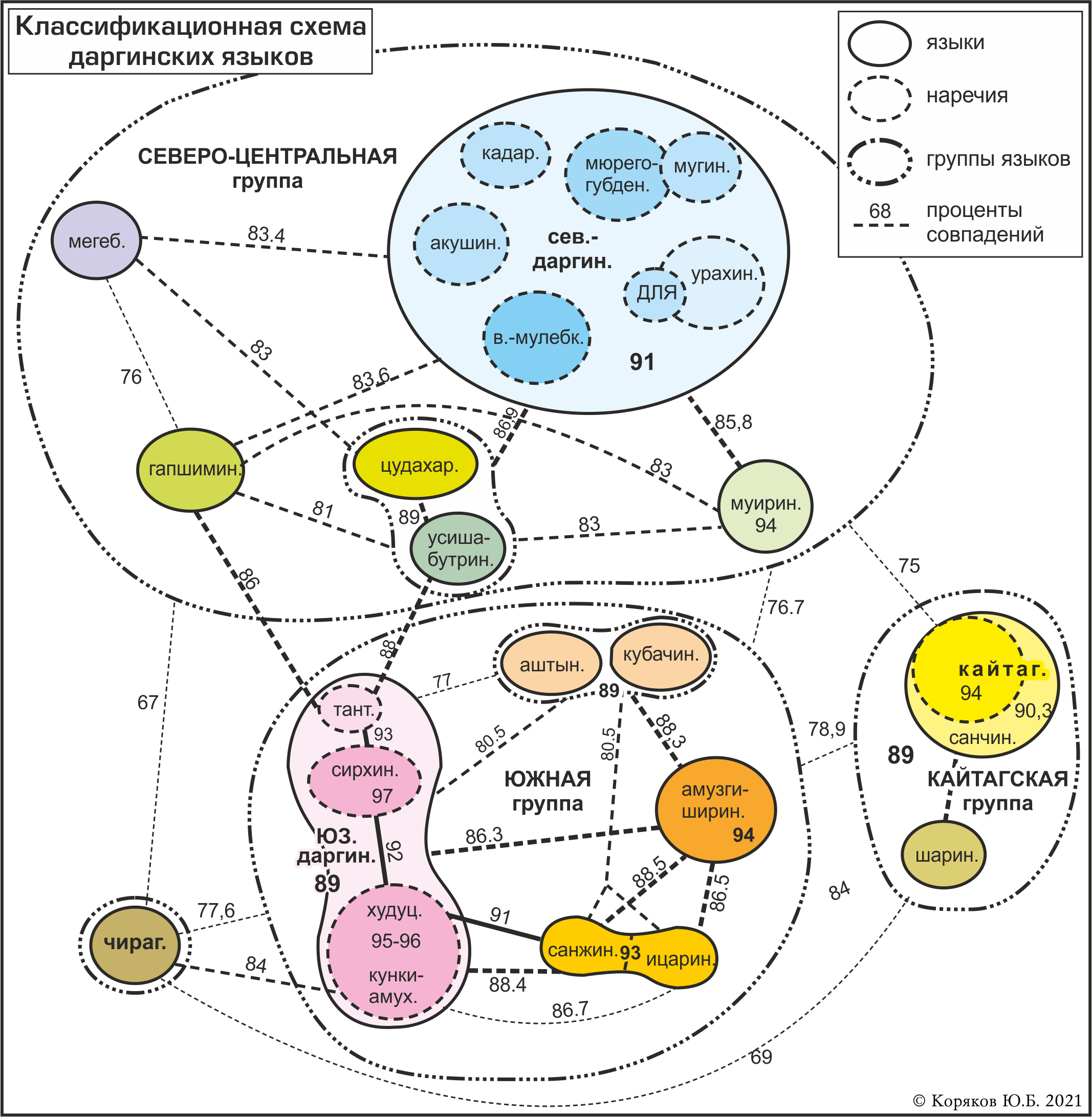
Классификация даргинских языков по Юрию Корякову (2021)

Количество языков и их классификация внутри даргинской ветви являются предметом научных дискуссий. В разных современных классификациях выделяют от 6 до 19 языков.
По лексикостатистической классификации лингвиста Юрия Корякова, даргинские языки делятся на четыре группы: северно-центральную, южную, чирагскую и кайтагскую. Даргинская литературная норма принадлежит севернодаргинскому языку. Южная группа представляет собой языковой континуум: ареалы идиомов этой группы географически расположены цепью, каждое «звено» которой немного отличается от соседних, но удалённые друг от друга идиомы отличаются довольно сильно. Континуум южнодаргинских языков не обусловлен поздними контактами между языками; при этом, вероятно, они не образуют генеалогическую группу.
Лексикостатистическая и фонетико-морфологическая классификация лингвиста Расула Муталова 2021 года выглядит следующим образом:
- северная группа 
  - акушинский (севернодаргинский) язык
    - диалекты — акушинский, урахинский, мекегинский, губденский, мюрегинский, кадарский, мугинский, муиринский, гапшиминский

  - мегебский язык
- южнодаргинская группа 
  - сирхя-цудахарский язык 
    - диалекты — цудахарский, усишинский, бутринский, тантынский, сирхинский, худуцский, амухский, кункинский, санжинский, ицаринский, амузги-ширинский и другие

  - кубачинский язык
    - диалекты — кубачинский, аштынский

  - кайтагский язык
    - диалекты — верхнекайтагский, нижнекайтагский, шаринский, чахрисанакаринский

  - чирагский язык

### Язык или диалект?
Современные учёные рассматривают даргинские языки как группу разных языков. Между тем с официальной точки зрения они считаются только диалектами общего даргинского языка, соответствующего этнической группе даргинцев. Такая классификация введена в оборот в раннесоветское время, когда слово «даргинский» начали использовать в качестве общего этнонима для носителей даргинских языков. До этого оно использовалось для обозначения этноязыковой общности, к которой относились даргинские союзы сельских общин Акуша-Дарго, Буркун-Дарго, Гуцул-Дарго, Каба-Дарго, Сирха-Дарго, Уцми-Дарго и Хамур-Дарго, которые занимали почти всю этно-территорию даргинцев. Языки, входящие в даргинскую ветвь, именовались по самоназваниям союзов, однако, как пишет этнограф Мамайхан Агларов, название «Дарго» как общее для всех, кто говорит на даргинском языке, известно по источникам разных стран как минимум с XIV века. Носители разных даргинских идиомов могут друг друга не понимать.
Степень различия между отдельными «диалектами» давно бросалась в глаза и даже при традиционном подходе термин «язык» применялся к некоторым периферийным «диалектам»: кубачинскому, мегебскому и кайтагскому.
Уже пробные лексикостатистические подсчёты показали, что фактически даргинский представляет собой целую группу языков, по глубине (минимальный ПС = 68 %) сравнимую с германской или романской. Лингвистические различия между этими идиомами существенны на всех языковых уровнях. В первом достаточно подробном анализе было выделено 11 языков. По мере поступления новых данных классификация даргинских языков уточнялась. Сначала число выделяемых языков было увеличено до 17 языков; затем их число сократилось до 12-15.
Взаимопонимание отсутствует между многими идиомами. Носители соседних идиомов часто пассивно знают язык друг друга и общаются по принципу «каждый на своём». Знание литературного языка среди даргинцев развито довольно слабо, и он, «как правило, не используется как средство коммуникации между носителями разных даргинских идиомов — в большинстве случаев в этой роли выступает русский», поэтому носители не соседних и/или более далёких даргинских языков общаются между собой по-русски.

## Распространённость

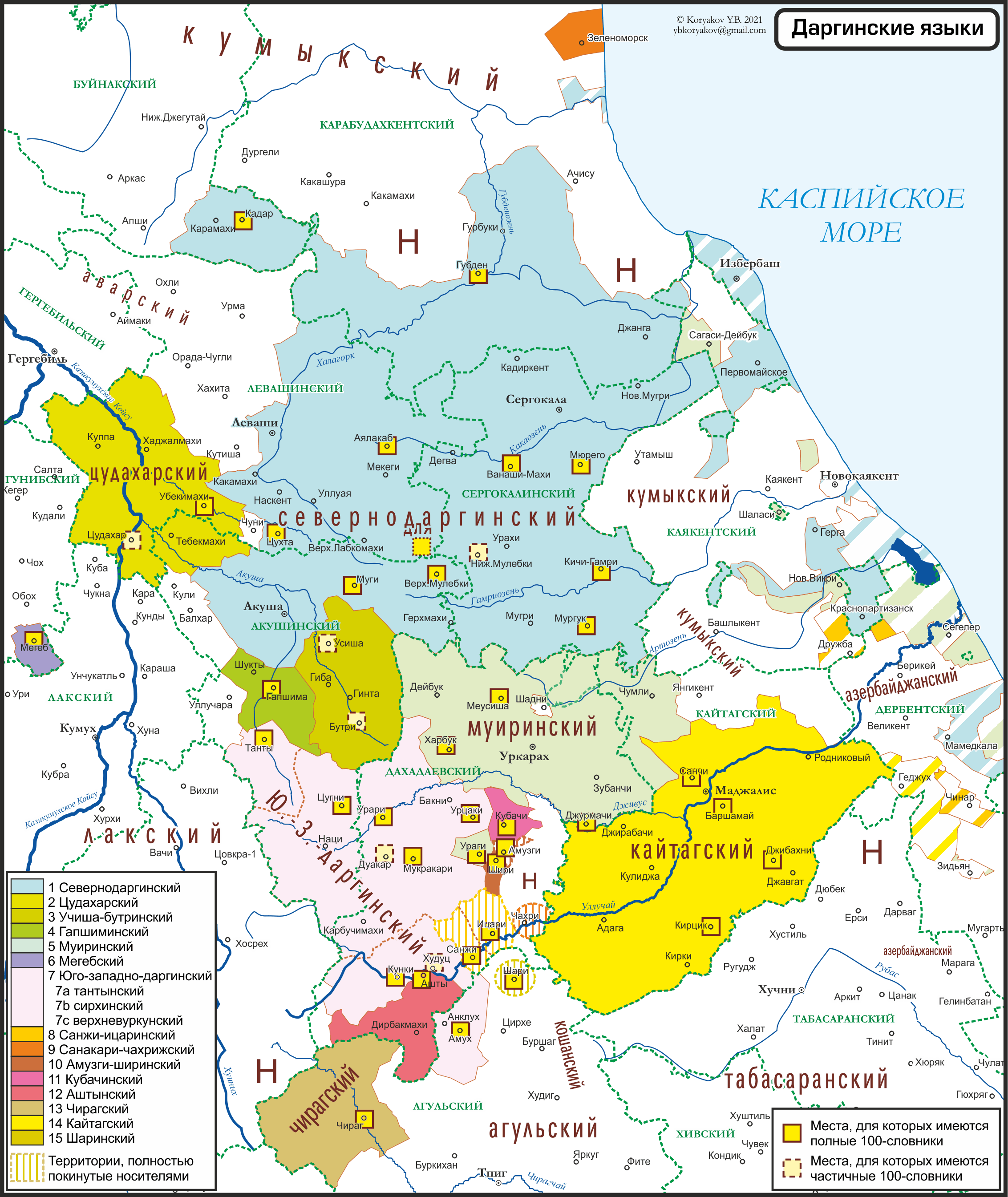
Карта даргинских языков по Корякову

В России даргинским языком владеют примерно 485 500 человек. Литературный даргинский язык преподаётся в большинстве школ в традиционных районах проживания даргинцев, однако лишь ограниченно используется для общения между носителями разных даргинских языков, в основном северо-центральных.
Число носителей даргинского языка в настоящее время растет, большинство его диалектов до сих пор устойчиво передается младшим поколениям, благодаря чему даргинский язык в целом пока не относится к числу вымирающих. Однако это относится далеко не ко всем даргинским идиомам.
Даргинские языки распространены в исторической зоне расселения даргинцев в центральной части горного Дагестана. Носители даргинских языков проживают в основном в Акушинском, Дахадаевском, Кайтагском, Левашинском и Сергокалинском районах, а также в Агульском, Буйнакском, Гунибском и Карабудахкентском районах.

## Письменность и алфавит
Первые надписи на даргинских языках, записанные аджамом (адаптированным арабским письмом) датируются 1493 годом. Одним из крупнейших письменных памятников на языке даргинской группы является «Свод заповедных законов Кайтаг-Дарго», написанный в начале XVII века.
По разным данным, в 1921 или 1925 году начала выходить первая даргинская газета. Для издания газеты был выбран самый крупный по численности носителей акушинский идиом. Впоследствии на конференции 1930 года было постановлено использовать его в качестве литературного языка даргинцев. В 1928 году для многих языков Дагестана, включая даргинский, была введена письменность на основе латиницы. В 1938 году даргинский перевели на письменность на основе кириллицы, которая позже подверглась нескольким незначительным изменениям. В 1960-е годы была добавлена буква ПӀ пӀ. Современный алфавит даргинского литературного языка состоит из 46 букв, 33 из которых присутствуют в русской кириллице.
| А а   | Б б   | В в | Г г   | Гъ гъ | Гь гь | ГӀ гӀ | Д д   |
| Е е   | Ё ё   | Ж ж | З з   | И и   | Й й   | К к   | Къ къ |
| Кь кь | КӀ кӀ | Л л | М м   | Н н   | О о   | П п   | ПӀ пӀ |
| Р р   | С с   | Т т | ТӀ тӀ | У у   | Ф ф   | Х х   | Хъ хъ |
| Хь хь | ХӀ хӀ | Ц ц | ЦӀ цӀ | Ч ч   | ЧӀ чӀ | Ш ш   | Щ щ   |
| Ъ ъ   | Ы ы   | Ь ь | Э э   | Ю ю   | Я я   |       |       |

## Лингвистическая характеристика

### Фонология
По сравнению с другими нахско-дагестанскими языками фонетическая система даргинских языков проста.
В её составе 37 согласных и 5 гласных. В них нет шумных латеральных согласных, а во многих языках и лабиализованных. Для части даргинских языков (кубачинского, кайтагского и др.) характерны геминированные согласные, по наличию-отсутствию которых даргинские языки традиционно делились на языки акушинского и цудахарского типа.
Система гласных, включающая, как правило, 4 основные единицы (i, e, u, a), осложняется за счёт фарингализованных фонем. В ряде языков имеется противопоставление по наличию-отсутствию фарингализации, например, в ицаринском (где есть пары a — aI, u — uI), кубачинском (в котором эта оппозиция охватывает всю систему). Долгие гласные возникают, как правило, в результате стяжения; в некоторых языках противопоставление по долготе стало фонематичным. Ударение и просодия изучены слабо. Фарингализация — важный просодический признак. В ряде языков для выражения грамматических значений может использоваться словесное ударение.

### Морфология
Имена существительные имеют категории числа, падежа и класса именного. В большинстве даргинских языков представлены 3 именных класса (мужской, женский, неличный); в мегебском языке именных классов четыре (2 женских класса — «матери» и «дочери»). Маркер согласования представлен обычно в глаголе, а также в некоторых прилагательных, местоимениях, наречиях и послелогах. Обычно он входит в состав приставки, реже — суффикса. Помимо грамматических падежей, в даргинских языках представлены от двух (эссив-латив и элатив) до четырёх (латив, эссив, элатив и директив) местных падежей и, как правило, 4-6 локативных серий. В большинстве даргинских языков морфологически различаются локализации «нахождение внутри полого предмета» и «нахождение в сплошной среде», в некоторых представлена типологически редкая локализация «нахождение перед ориентиром», которая может сочетаться с направлением движения; ср. кубач. хъалта-гьа-тталла ‘спереди-дома-вверх’ — хъалта-би-тталла ‘спереди-дома-туда’. 2 формы латива (суперлатив и иллатив), формально относящиеся к локативным падежам, часто имеют свойства грамматических падежей, выполняя ряд функций, типичных для дательного падежа. Множественное число выражается суффиксально, наблюдается также аблаут и омонимия числовых форм.
Система счисления десятичная.
Личные местоимения 1-го лица в ряде языков (чирагском, кайтагском) различают формы инклюзива и эксклюзива, в ицаринском наблюдается формальное совпадение местоимений 1-го и 2-го лица множественного числа.
Глагол во всех даргинских языках образует большое число видо-временных и модальных парадигм. Большая часть глагольных форм представляет собой комбинацию одной из личных форм глагола либо одной из глагольных основ и потенциально отделяемой от глагола частицы, выражающей лицо, время, отрицание, вопрос и т. п. Есть также несколько синтетических форм и аналитических конструкций с личным глаголом в роли вспомогательного элемента. Система неличных форм включает простые и специализированные деепричастия, краткие и полные причастия и несколько отглагольных существительных, в том числе имена действия — герундий и маздар. В некоторых языках имеются спрягаемые формы конъюнктива, которым соответствует инфинитив в остальных даргинских языках Отрицание выражается вспомогательным глаголом или отрицательным префиксом, в ряде языков также редупликацией глагольной основы. Даргинские языки принадлежат к числу немногих нахско-дагестанских языков, имеющих развитое личное согласование. Правила контроля личного согласования сильно расходятся по языкам, но везде, как правило, учитывают лицо основных актантов предложения, иногда также роль семантическую. Имеется морфологический каузатив.
Для даргинских языков характерна типичная для нахско-дагестанских языков эргативная конструкция предложения. Сфера применения аффективной и антипассивной конструкций сравнительно узка.
По лексико-грамматическим признакам существительные делятся на собственные и нарицательные, собирательные, расчленённые, конкретные и отвлечённые.

#### Категория грамматических классов
В литературном даргинском языке выделяются три грамматических класса:
- К первому классу относятся существительные, обозначающие разумные существа мужского пола
- Ко второму классу относятся существительные, обозначающие разумные существа женского пола.
- К третьему классу относятся все остальные существительные.

### Лексика
Основный словарный состав современного даргинского языка составляют слова, восходящие к общедагестанскому праязыку. Кроме того, присутствует значительный пласт заимствований из разных языков (особенно из арабского, тюркских, персидского и русского).

## История изучения
Первое серьёзное исследование одного из даргинских языков (урахинского идиома) было предпринято Петром Усларом. Советский лингвист Саид Абдуллаев в 1950 году опубликовал словарь даргинского языка, в 1954 году — грамматику. Значительный вклад в изучение даргинских языков в XX веке внесли такие исследователи, как Запир Абдуллаев, Саида Гасанова, Амирбек Кадибагомедов, Александр Магометов, Магомед-Саид Мусаев, Расул Муталов, Сапияханум Темирбулатова.

### Комментарии
1. ↑  Лингвист Сайгид Абдуллаев в своей «Грамматике даргинского языка» называет 1925 год датой начала выхода газеты «Дарган»[39]. В других источниках сообщается, что газета «Дагъистанна мухтарият», выходившая с 1921 года, в 1925 году была переименована в «Дарган»[40].

###### Словари
- Абдуллаев С. Н. Русско-даргинский словарь. — Махачкала, 1948.
- Исаев М.-Ш. А. Русско-даргинский словарь. — Махачкала: Дагучпедгиз, 1988.
- Магомедов А. Д. Кубачинско-русский словарь / А. Дж. Магомедов, Н. И. Саидов-Аккутта; РАН, ДНЦ, ИЯЛИ им. Г. Цадасы. — Москва: Наука, 2017. — 541 с. — ISBN 978-5-02-040046-7.
- Юсупов Х. А. Даргинско-русский словарь. 40000 слов и фразеологических выражений.
- Юсупов Х. А. Русско-даргинский словарь: 60000 слов, терминов и выражений / Х. А. Юсупов. РАН, ДФИЦ, ИЯЛИ им. Г. Цадасы. — Москва: Триумф, 2020. — 1135 с. — ISBN 978-5-93673-300-0.

###### Разговорники
- Абакарова Ф.О. Русско-кубачинский разговорник. — ДНЦ РАН, 2002. — 97 с.
- Багомедов М. Русско-даргинский разговорник (урахинский диалект)..
- Гасанова У. У. Русско-даргинский разговорник. — Махачкала, 2003. — 95 с.
- Магомедов М.З. Русско-даргинский разговорник / Х. А. Юсупов. — Махачкала: Лотос, 2013. — 152 с. — ISBN 978-5-91471-098-6.